# Museo Thorvaldsen
Il Museo Thorvaldsen si trova su un'isola di Slotsholmen, nel centro storico di Copenaghen, capitale della Danimarca.
Il museo custodisce ed espone le opere e la collezione privata dello scultore neoclassico danese Bertel Thorvaldsen (1770-1844).

## La sede
La costruzione dell'edificio fu iniziata nel 1837 appositamente per custodire il primo nucleo della collezione donata dal famoso scultore neoclassico danese alla sua città natale. Il luogo prescelto fu un'isola nel centro storico della capitale. Il progetto fu inizialmente affidato a quattro architetti incaricati di restaurare le scuderie reali e fu poi portato a compimento dall'architetto Michael Gottlieb Bindesboll.

## Storia
Il Museo Thorvaldsen nacque per iniziativa di Federico VI di Danimarca per dare seguito al desiderio espresso dallo stesso Thorvaldsen fin dal 1827 in una lettera indirizzata a suo padre, allora principe Cristiano Federico poi Cristiano VIII di Danimarca.
Un primo nucleo di opere della sua collezione personale fu donato da Bertel Thorvaldsen già nel 1830 mentre donerà il resto della sua ricca collezione nel settembre del 1838 di ritorno in patria dopo quaranta anni di permanenza attiva a Roma.
Il Museo Thorvaldsen di Copenaghen, inaugurato il 18 settembre 1848, fu il primo museo costruito in Danimarca.
Il museo custodisce oltre alle opere e gli oggetti personali dello scultore anche la sua tomba configurandosi così come il mausoleo di Albert Thorvaldsen.
Il museo conserva anche reperti archeologici d'età greco-romana, dipinti e disegni dell'Ottocento, oggetti artistici.

## Galleria d'immagini

Thorvaldsen Museum
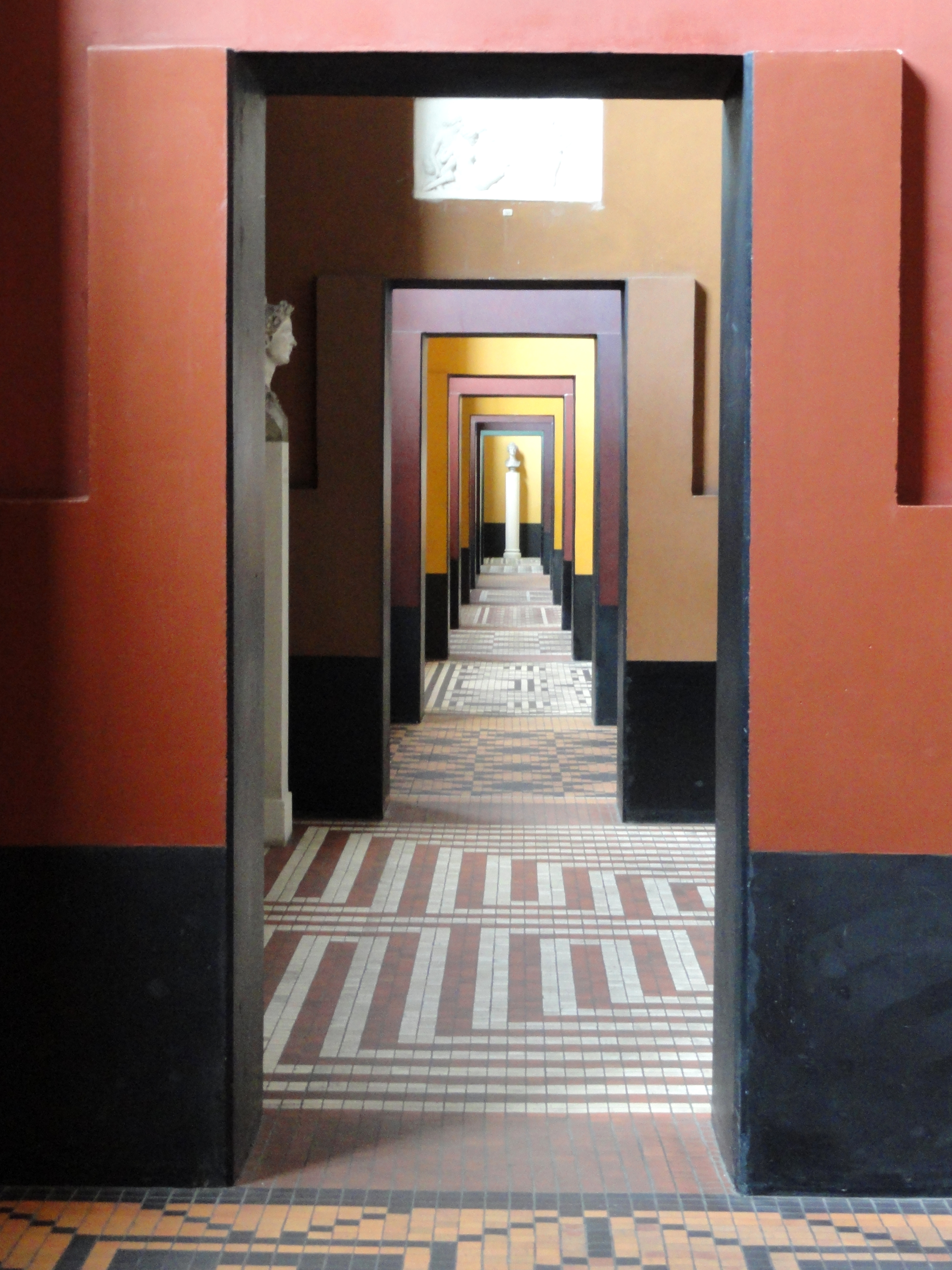
Interno del museo
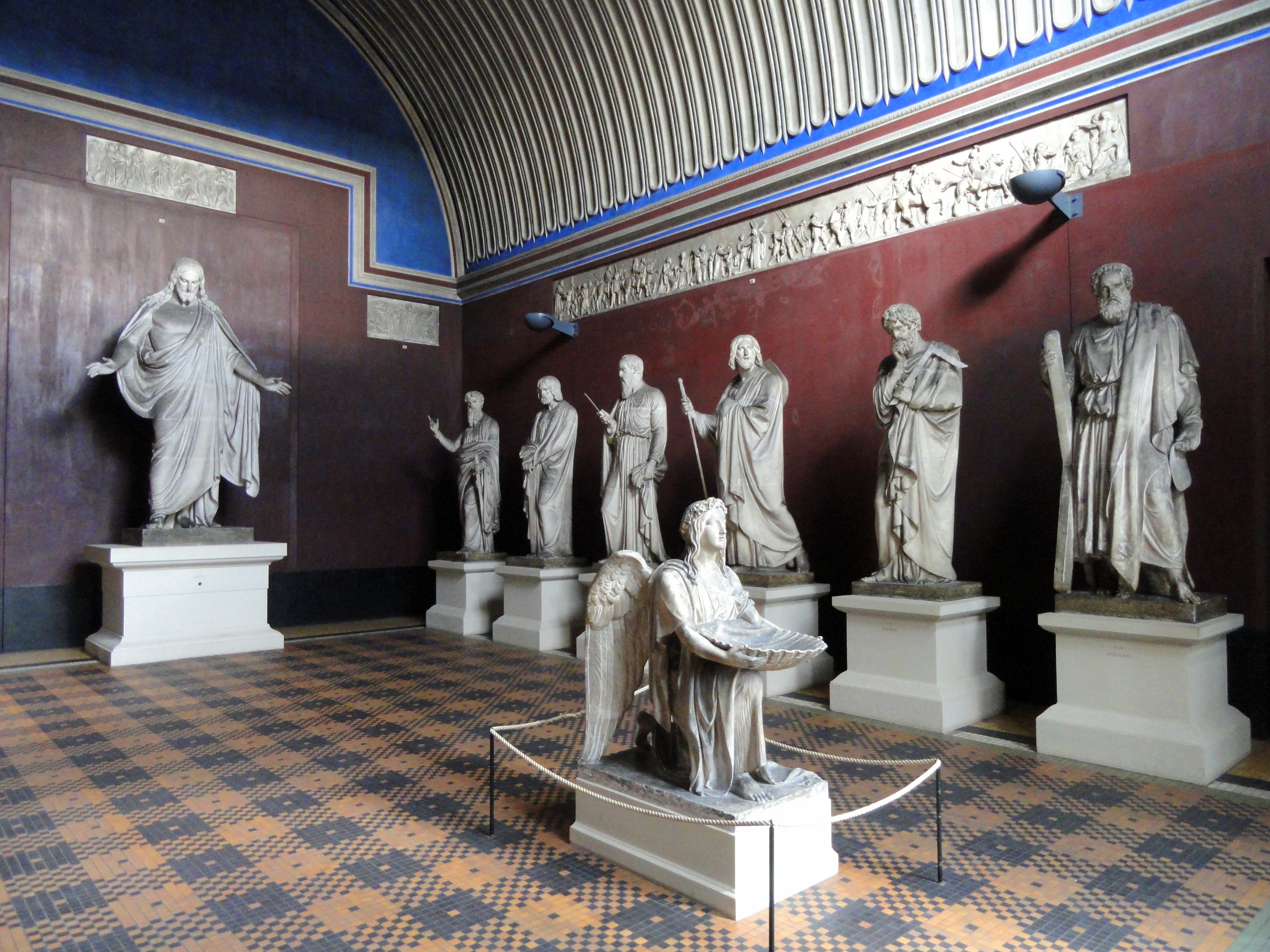
Galleria
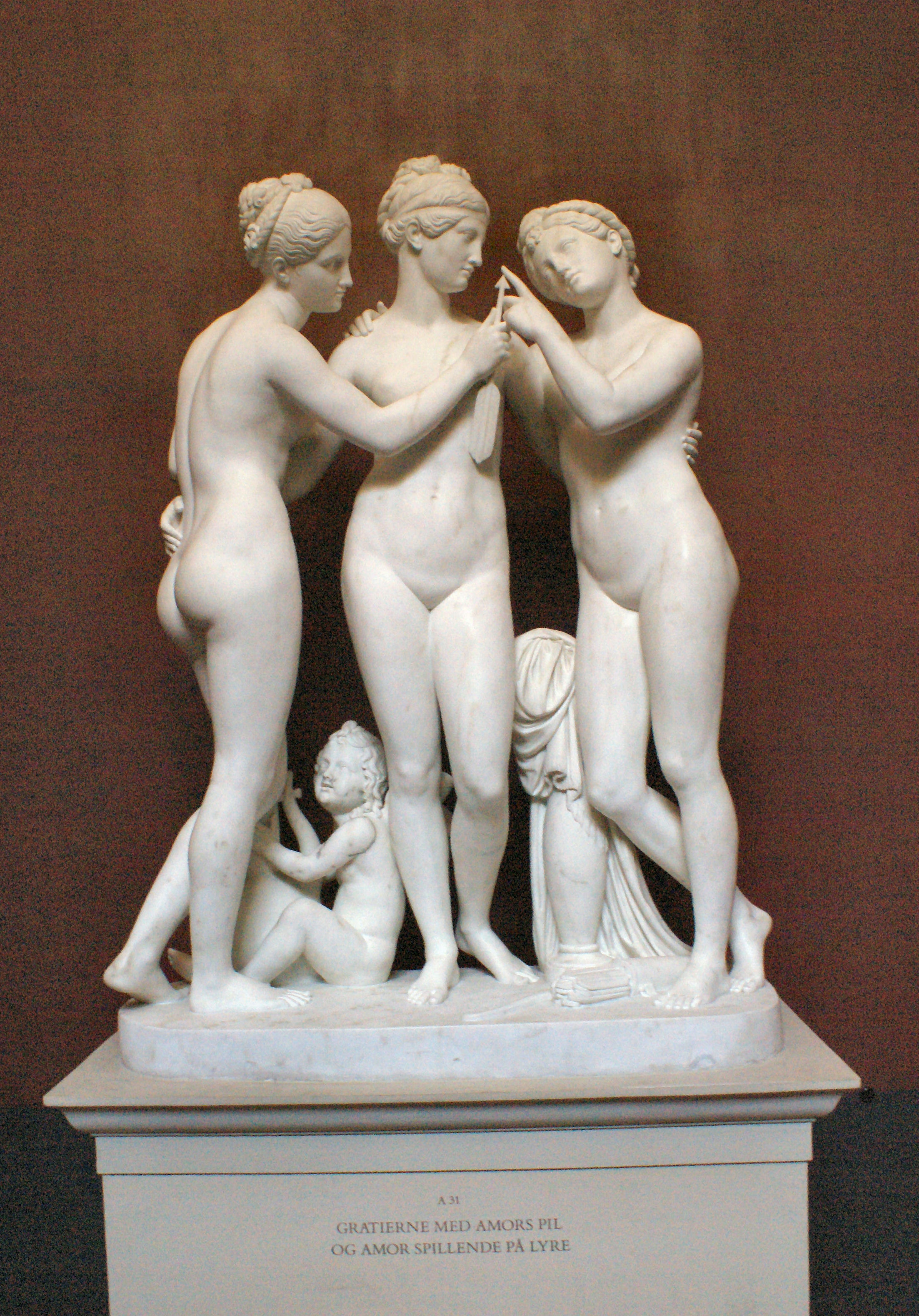
Le Tre Grazie con Cupido
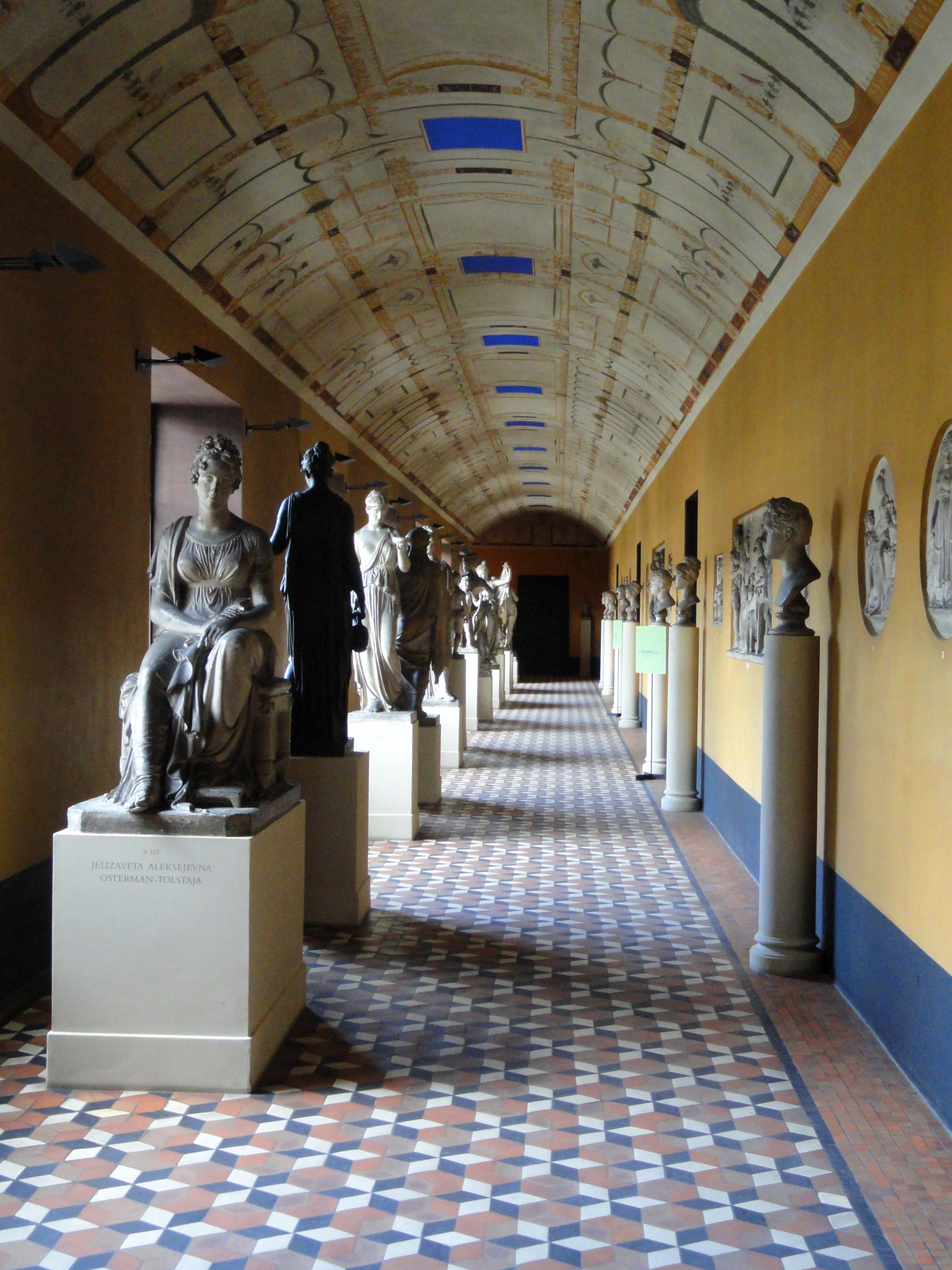
Corridoio
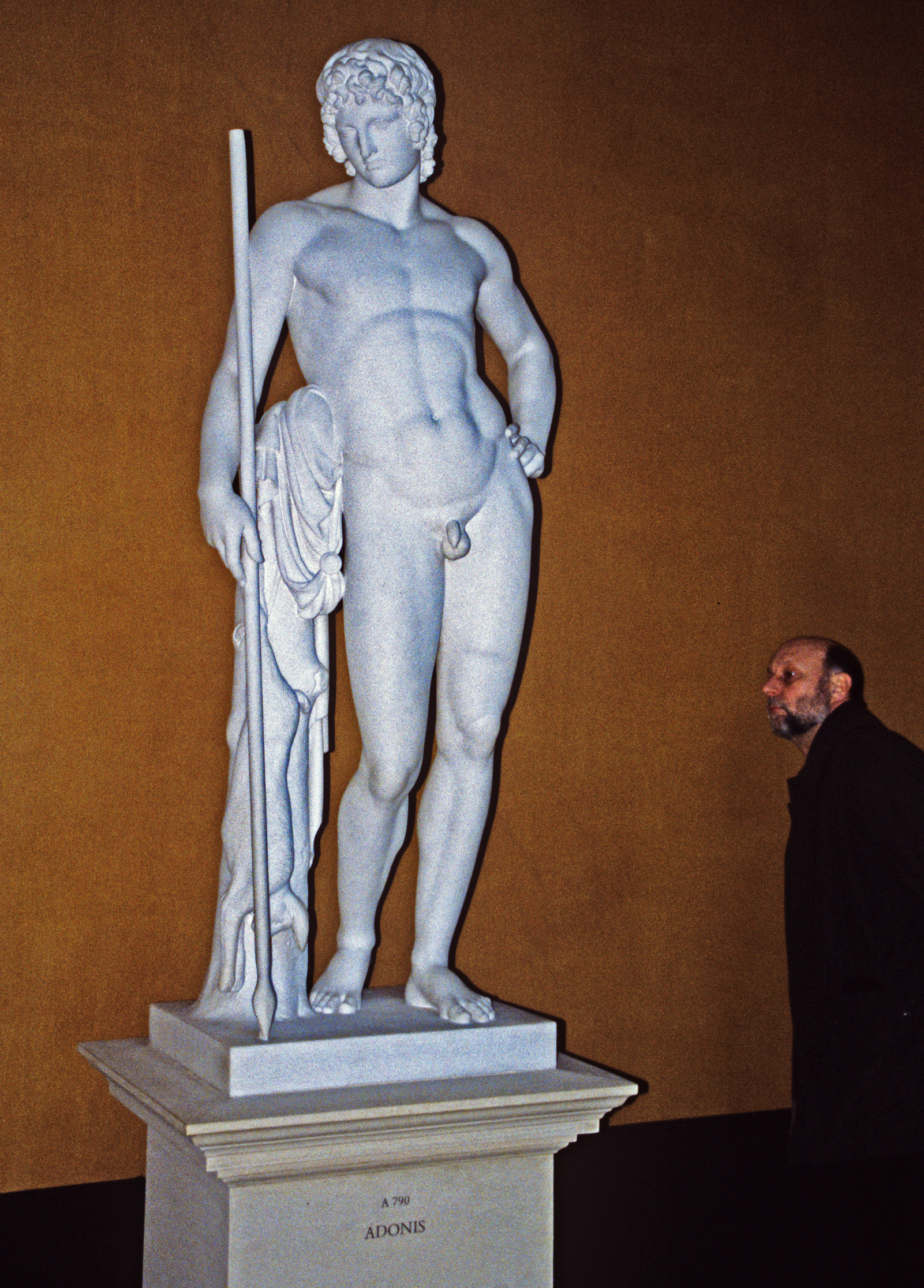
Adone
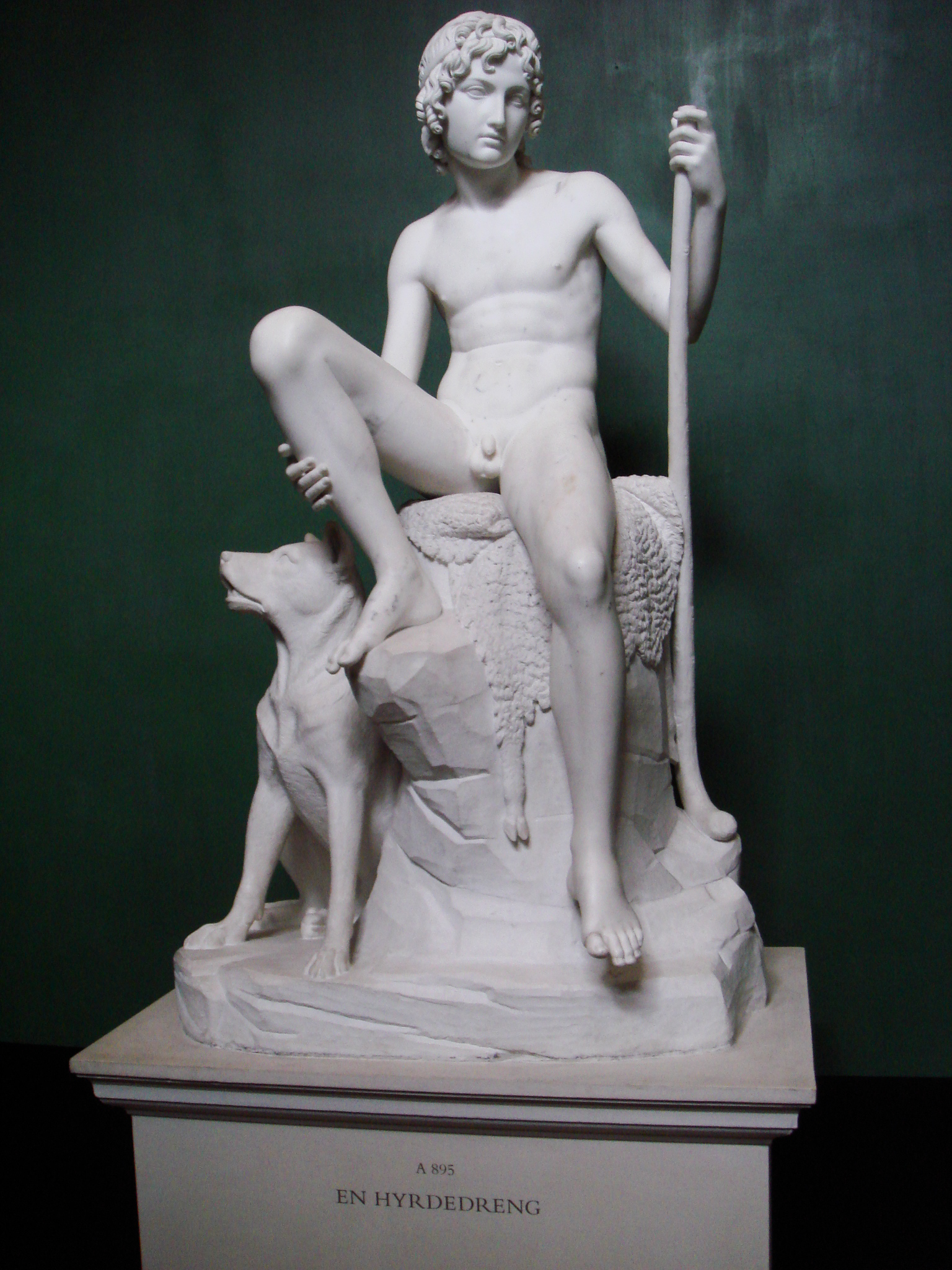
Il pastore
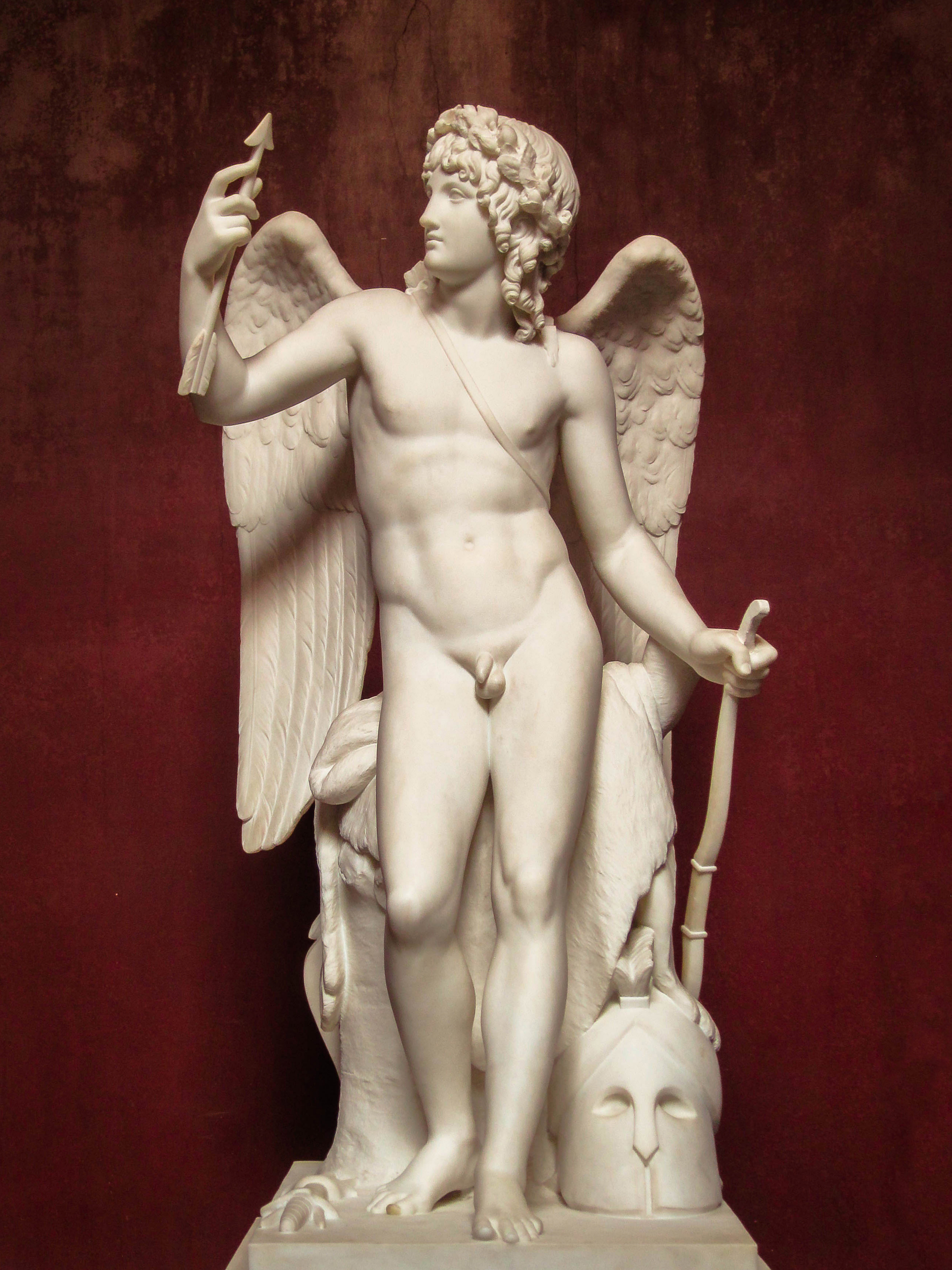
Cupido
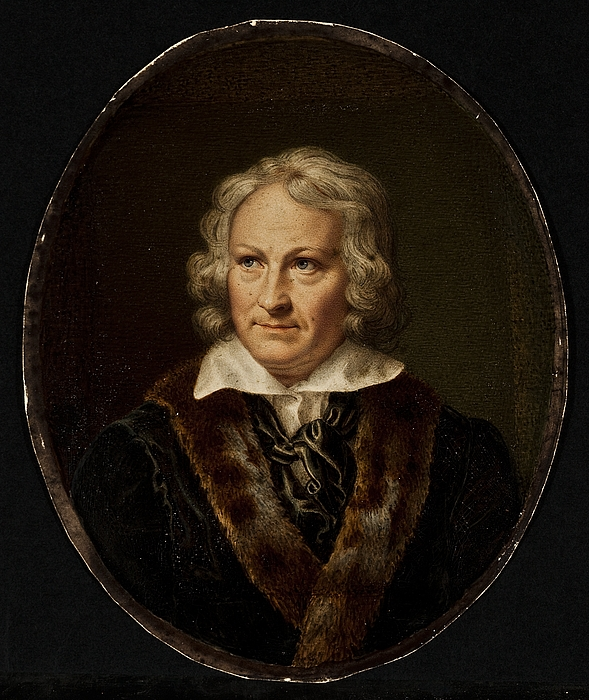
Thorvaldsen in un ritratto di Floriano Pietrocola
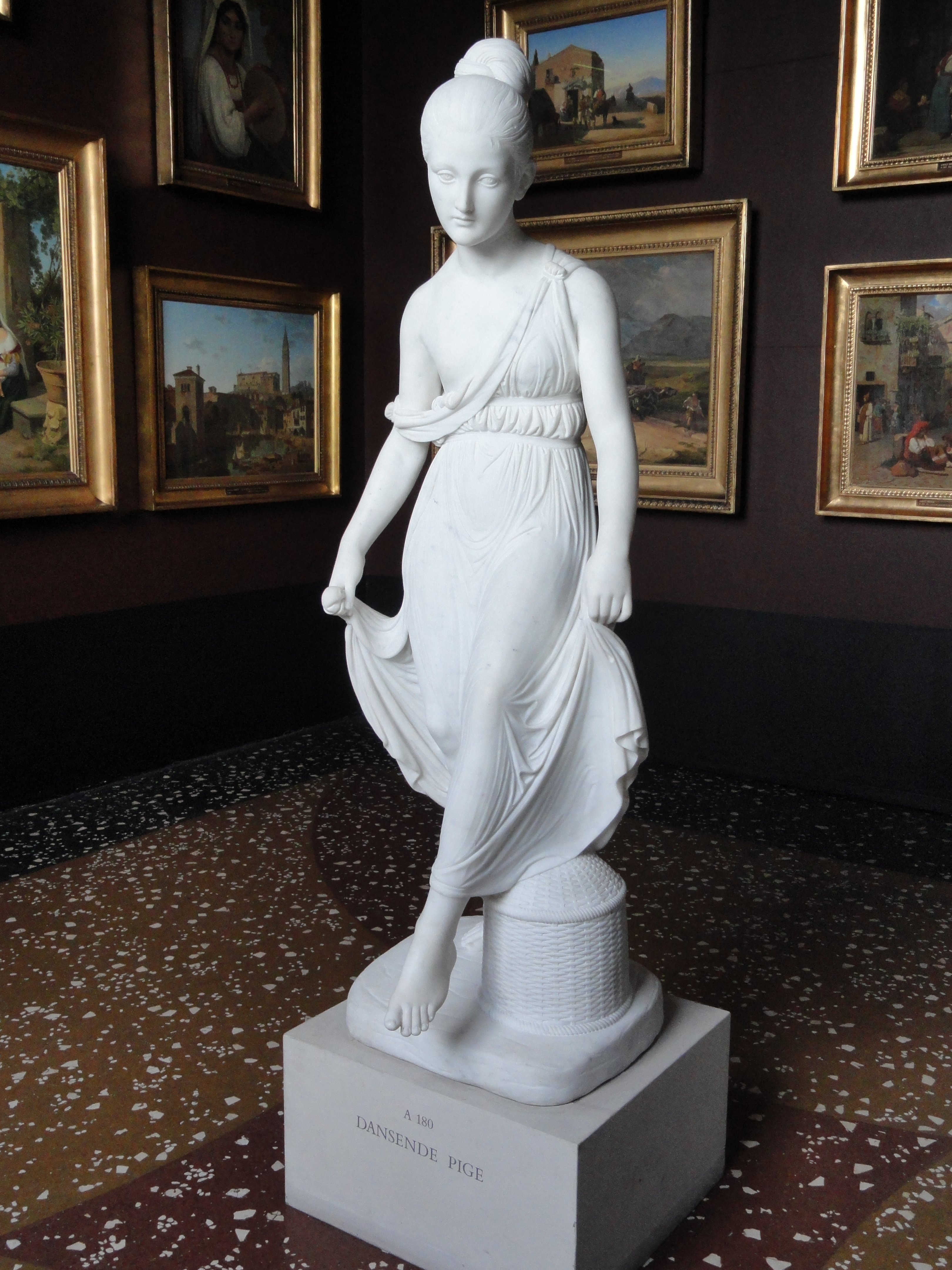
Giovane danzatrice
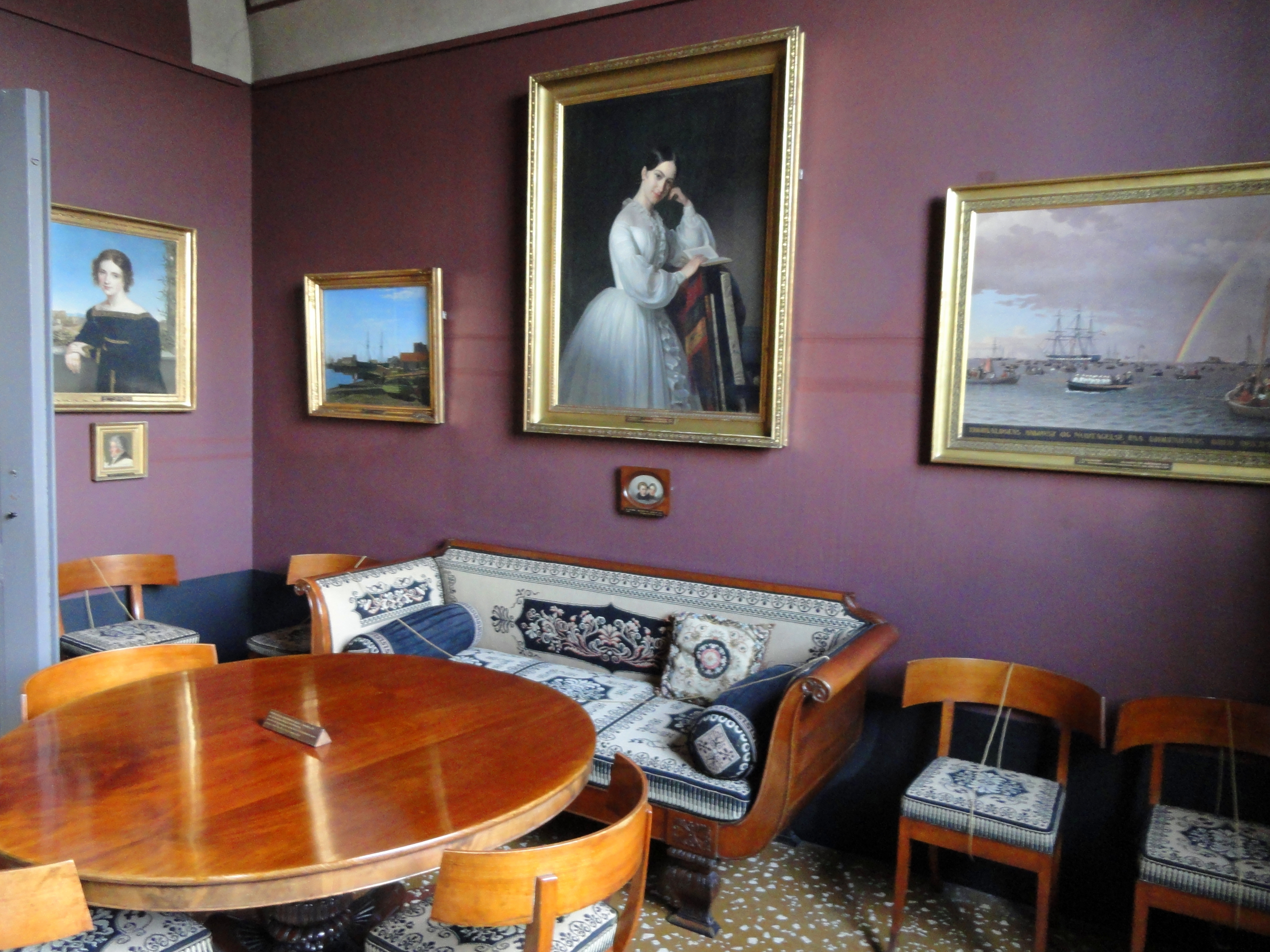
Stanza
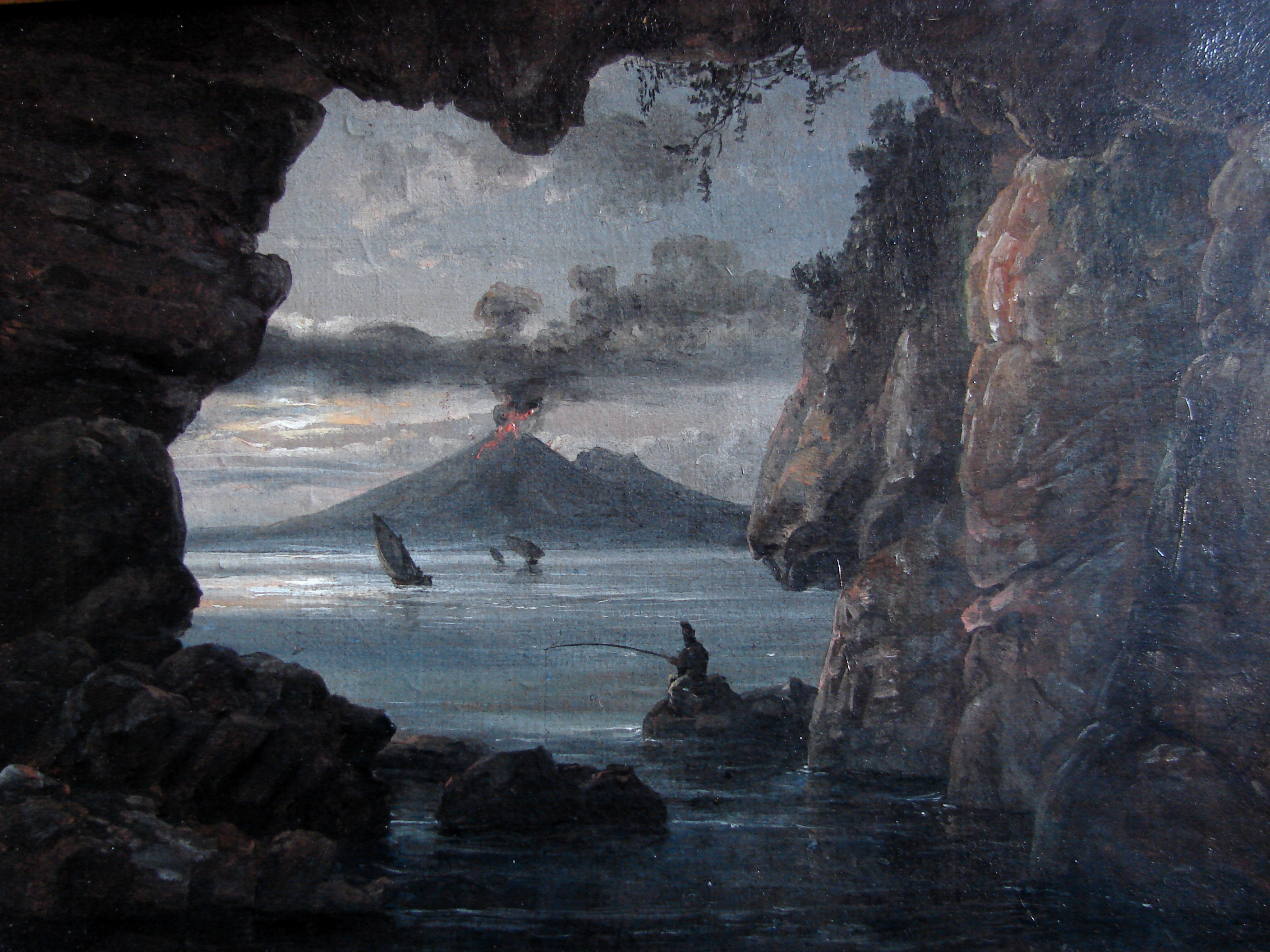
Collezione personale Thorvaldsen
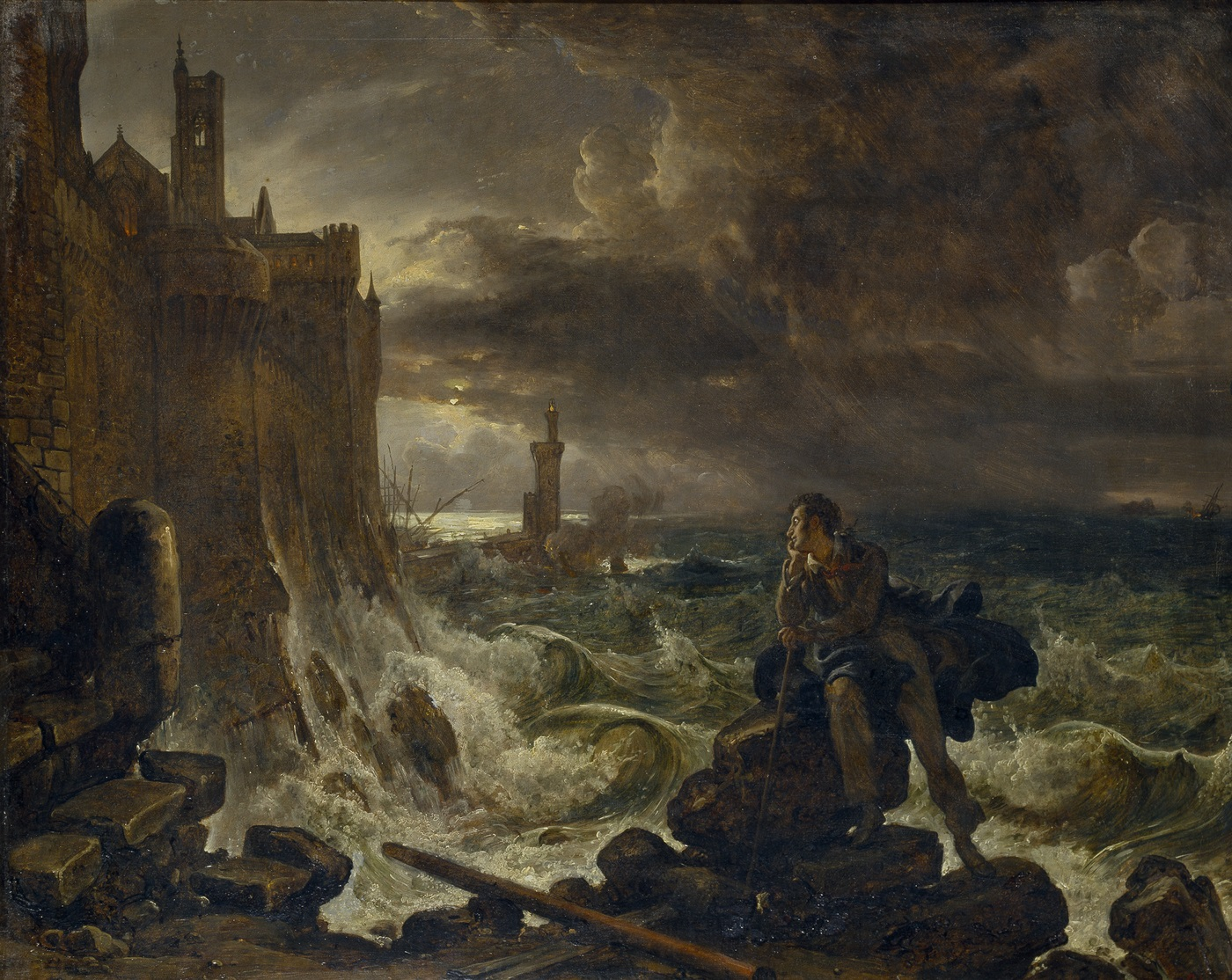
Collezione personale Thorvaldsen
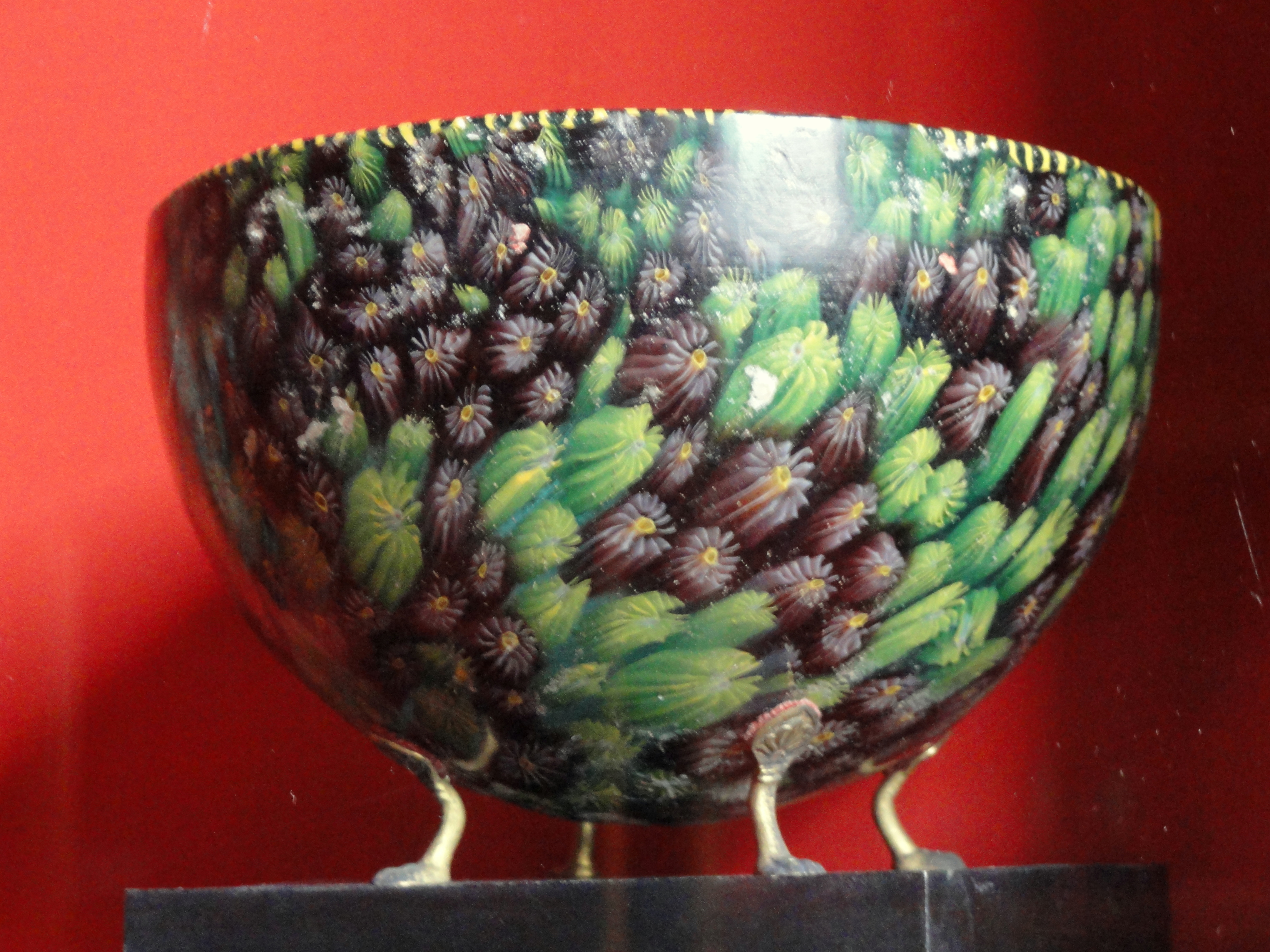
Coppa
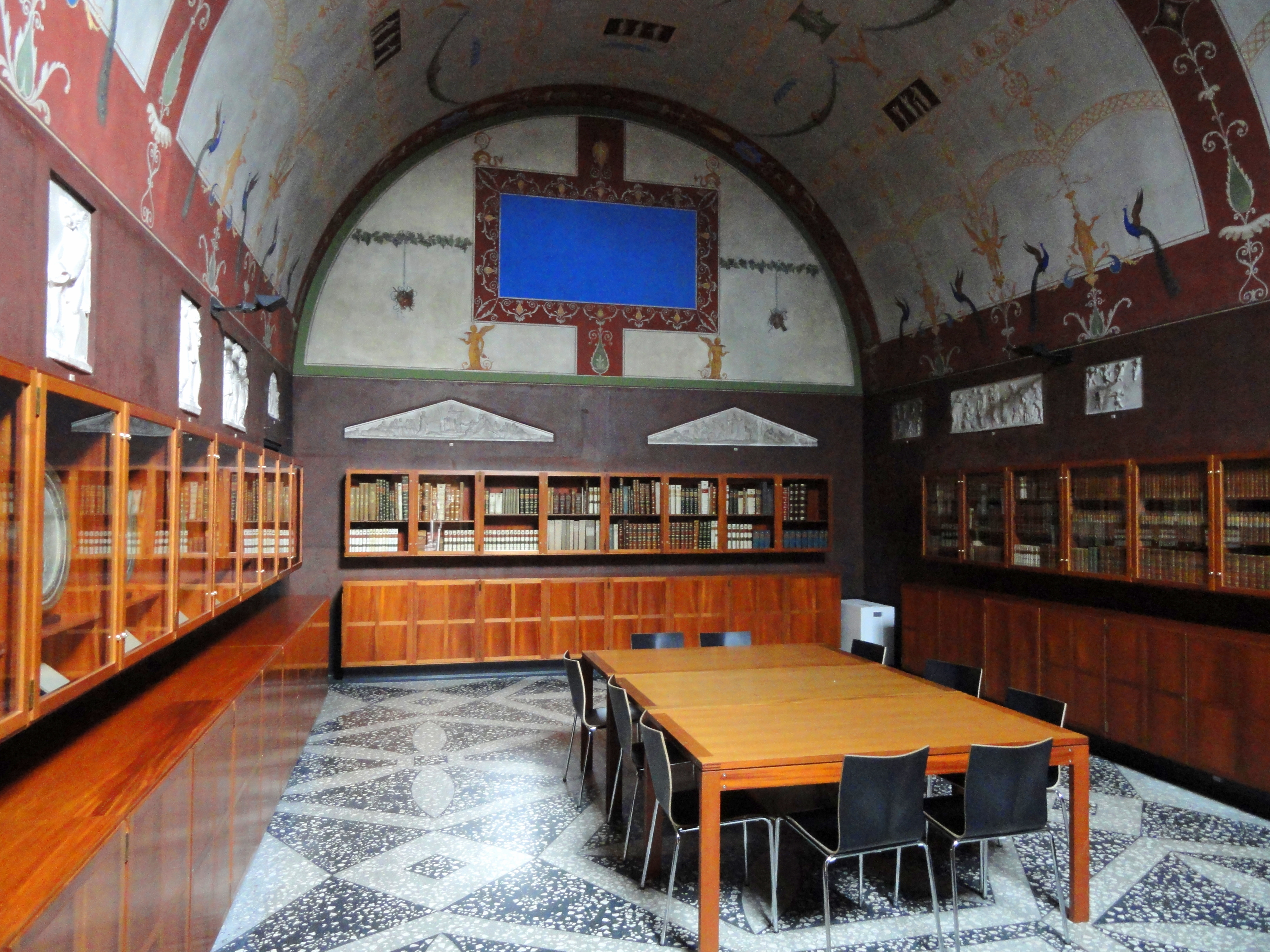
Biblioteca